# Autostrada A16 (Holandia)
Autostrada A16 (nl. Rijksweg 16) – holenderska autostrada znajdująca się w południowo-zachodniej części kraju. Przebiega przez dwie prowincje Zuid-Holland oraz Noord-Brabant. Zaczyna się na węźle Terbregseplein (autostrada A20). Kończy się na granicy belgijskiej, gdzie przechodzi w autostradę A1 w kierunku Antwerpii i Brukseli.

## Trasy europejskie
Śladem A16 na różnych odcinkach biegną 2 trasy europejskie:
- Trasa europejska E19 na odcinku od węzła Terbregseplein - autostrada A20, do granicy Belgijskiej.
- Trasa europejska E312 na odcinku od węzła Princeville, do węzła Galder. Odcinek wspólny z A58.